# 760년

## 연호
- 당(唐) 건원(乾元) 3년 / 상원(上元) 원년
- 일본(日本) 덴표호지(天平宝字) 4년

## 기년
- 당(唐) 숙종(肅宗) 5년
- 신라(新羅) 경덕왕(景德王) 19년
- 발해(渤海) 문왕(文王) 24년